# Belegezitas
Os belegezitas (em grego: Βελεγεζίται; romaniz.: Belegezitai; em macedônio, búlgaro e sérvio: Велегезити) foi uma tribo eslava meridional que viveu na área da Tessália na Idade Média, numa região conhecida como Belzétia. Eles são uma das tribos listadas nos Milagres de São Demétrio.
O nome deles é apresentado nas fontes como belegezitas, velegesitas, belegizitas e eslavos velzitas. Após se assentarem na Tessália em meados do século VII, as atividades econômicas da tribo incluíam principalmente o comércio com a cidade bizantina de Tessalônica por 670-680. Quando a cidade foi sitiada pelos sagudatas, drogubitas e outras tribos do final do século VII, os líderes dos belegezitas forneceram suprimentos para a população sitiada. Além disso, durante o mesmo período, junto com outras tribos, eles usaram canoas armadas para saquear as costas da Tessália.
Um dos líderes da tribo no final do século VII foi uma pessoa de nome Tiomir, cujo nome tem sido encontrado em artefatos do período. Edifícios religiosos do século VIII na Tessália tem sido conectados com a cristianização da tribo, após as campanhas do imperador bizantino Nicéforo I, o Logóteta (r. 802–811) contra os eslavos da região.